# Gutenberg-Gesundheitsstudie
Die Gutenberg-Gesundheitsstudie ist eine groß angelegte, prospektive und repräsentative Bevölkerungsstudie der II. Medizinische Klinik und Poliklinik der Uniklinik Mainz.
Im Rahmen des Projektes wird der Gesundheitszustand der Bevölkerung in der Rhein-Main-Region untersucht. Ein Schwerpunkt liegt auf der Untersuchung der Herz-Kreislauf-Gesundheit. Es werden aber auch Krebserkrankungen, Augenerkrankungen sowie Erkrankungen des Immunsystems, des Stoffwechsels und der Psyche untersucht.
In den Jahren 2007 bis 2012 wurden über 15.000 Personen aus einer repräsentativen Bevölkerungsstichprobe in die Studie eingeschlossen und im Studienzentrum untersucht. In den folgenden Jahren wird die gesundheitliche Entwicklung sowie der Verlauf von aufgetretenen Erkrankungen der Teilnehmer erfasst.
Größter industrieller Sponsor der Studie ist die Böhringer Ingelheim Stiftung,
was wegen möglicher Einflussnahme eines Pharmaunternehmens auf die Forschung kritisiert wurde.